# Anioł Lanckorony
Anioł Lanckorony – honorowy tytuł przyznawany od 2004 roku osobom zasłużonym dla rozwoju artystycznego, kulturalnego i społecznego Lanckorony.
Wśród osób uhonorowanych tytułem znaleźli się m.in. Kazimierz Wiśniak (2004), Marek Grechuta (2006, pośmiertnie), Jacek Zieliński (2011). Uroczyste przyznanie tytułu odbywa się corocznie podczas Zimowego Festiwalu Anioł w Miasteczku. Inicjatorem wydarzenia jest Stowarzyszenie Ekologiczno-Kulturalne „Na Bursztynowym Szlaku” w Lanckoronie.